# Nicolasa Quintremán
Nicolasa Quintremán Calpán (Alto Biobío, Chile, 4 de dezembro de 1939 - 24 de dezembro de 2013) foi uma ativista pehuenche chilena da comunidade de Ralco Lepoy, na comuna de Alto Biobío. Junto com sua irmã mais velha, Berta, ela era conhecida nacional e internacionalmente por sua feroz oposição à construção da Usina Hidrelétrica Ralco da Endesa. Fazendo parte da organização Mapu Domuche Newén (em língua mapuche: Mulheres com a força da terra), suas ações marcaram o início de lutas sociais diante do impacto ambiental e social que grandes iniciativas deste tipo podem gerar no país.

## Biografia
Nicolasa Quintremán Calpán nasceu em Alto Biobío, Chile, em 4 de dezembro de 1939. Pertenceu à comunidade Pehuenche de Ralco Lepoy, onde foi uma das arquitetas de diversas manifestações contra a usina, em Santiago e Concepción, e participou de diversos fóruns internacionais onde explicou as implicações do projeto para o Pehuenche de Alto Biobío, como o organizado na Comissão de Direitos Humanos do Parlamento Europeu. Além disso, ela moveu uma ação judicial contra a empresa e a Comissão Nacional do Meio Ambiente.
| “                            | A terra é nossa mãe, e ela está viva. Vamos defendê-la e lutar por ela até o fim. | ” |
| — Nicolasa Quintremán Calpán |                                                                                   |   |

Em 24 de dezembro de 2013, o corpo de Quintremán foi encontrado flutuando nas águas turvas do reservatório artificial da barragem Ralco, o mesmo pelo qual ela alcançou notoriedade pública ao se opor tenazmente à sua construção. Embora o Serviço Médico Legal tenha afirmado que Quintremán morreu por afogamento em consequência de uma queda acidental, para muitos a tese do acidente deixava margem para dúvidas.

## Prêmios e honras
Em 2000, junto com sua irmã, Quintremán recebeu o Prêmio Petra Kelly na Alemanha:
Em homenagem à sua resistência não-violenta, coragem e compromisso com essas duas mulheres que foram emblemáticas da luta contra as megabarragens.